# Hexatoma (Eriocera) longeantennata
Hexatoma (Eriocera) longeantennata is een tweevleugelige uit de familie steltmuggen (Limoniidae). De soort komt voor in het Palearctisch gebied.